# 건장한투코투코
건장한투코투코(Ctenomys tuconax)는 투코투코과에 속하는 남아메리카 설치류의 일종이다. 아르헨티나 투쿠만주의 토착종이다.

## 특징
건장한투코투코는 대형 투코투코류의 일종으로 꼬리 길이 약 77mm를 포함하여 전체 몸길이가 약 255mm까지 자란다. 투코투코속의 다른 종들처럼 눈과 귀가 작고, 털은 촘촘하고 앞발의 발톱이 크다. 털 색은 갈색이며, 등의 척추를 따라 거무스름한 줄무늬가 이어진다. 하체는 노르스름한 갈색을 띠며, 꼬리는 연한 갈색이다. 발은 희끄무레한 털로 듬성듬성 덮여 있다. 핵형은 2n=58~61, FN=80이다.

## 분포
아르헨티나 북서부의 투쿠만주의 토착종으로 해발 고도 최대 3000m까지 서식한다. 정확한 분포 범위는 명확하지 않지만, 별도의 2개 개체군이 있는 것으로 보인다. 습기가 있는 평원에서 압축이 잘 되어 있고 부식질이 풍부하거나 찰흙 성질의 토양 속에 굴을 파고 서식한다.

## 습성
굴 입구에서부터 굴까지 또는 땅 아래에서 내는 소리 때문에 일반명을 얻게 되었다. 많은 굴과 먹이를 저장하는 몇 개의 방과 둥지로 쓰이는 방으로 이루어진 복잡한 굴을 갖고 있다. 독거 생활을 하며, 뿌리와 풀을 먹는다.

## 보전 등급
종의 상태가 잘 알려져 있지 않기 때문에 국제 자연 보전 연맹(IUCN)이 "정보부족종"으로 분류하고 있다. 분포 지역의 북부 일부에서는 흔하게 발견되는 것으로 알려져 있으나 농경지 개발 때문에 서식지 파괴로 위협을 받고 있다. 개체군의 추이는 알려져 있지 않지만, 아르헨티나 적색 목록에서는 "취약종"으로 기록하고 있다.